# Hermann Buse
Hermann Buse (* 27. Februar 1907 in Berlin; † 28. April 1945 in Berlin) war ein deutscher Radrennfahrer in den 1930er Jahren.

## Radsport-Laufbahn
Hermann Buse war Profi-Radrennfahrer von 1928 bis 1936. 1930 wurde er als Fahrer des Teams von Dürkopp Gesamtsieger der Deutschlandrundfahrt, vor seinem Landsmann Kurt Stöpel. Sein Sieg war vor allem für seinen Rennstall Dürkopp ein Prestigeerfolg, da die Rundfahrt in technischer Hinsicht eine Entscheidung zur Frage der besseren Bereifung (Ballonreifen oder Hochdruckreifen) bringen sollte. Im selben Jahr siegte er bei der Harzrundfahrt und bei Lüttich–Bastogne–Lüttich; 1932 wurde er bei diesem Rennen nochmals Vierter. Buse war damit der erste und bis zum Erfolg von Dietrich Thurau 1979 der einzige Deutsche, dem ein Sieg bei diesem Klassiker gelang.
1932 gewann Buse beim Giro d’Italia die zweite Etappe von Vicenza nach Udine und war für fünf Tage Träger des Rosa Trikots und damit der erste Nicht-Italiener, der dieses 1931 eingeführte Führungstrikot trug; in der Gesamtwertung wurde er 16. Nach ihm konnte erst wieder Gregor Braun im Jahr 1981 als deutscher Starter das Rosa Trikot für einen Tag erobern. 1933 gewann er die Tour de Haute-Savoie. Viermal startete Buse bei der Tour de France; seine beste Platzierung errang er als 22. im Jahre 1931, bei den anderen Teilnahmen gab er frühzeitig auf.
Hermann Buse wurde noch im März 1945 zur Wehrmacht eingezogen. Er fiel als Soldat bei Straßenkämpfen in Berlin im Zweiten Weltkrieg.

## Palmarès
1930
- Gesamtwertung Deutschlandrundfahrt
- Lüttich–Bastogne–Lüttich
- Harzrundfahrt

1931
- 8. Etappe Internationale Opel-Deutschland-Rundfahrt

1932
- 2. Etappe Giro d’Italia

1933
- Tour de Savoie

## Mannschaften
- 1929 Opel
- 1930 Dürkopp
- 1930–1931 Opel
- 1931 Pullmann
- 1932 Opel
- 1932 Atala
- 1933 Delangle
- 1933 Olympia & Oscar Egg
- 1934 Wanderer
- 1934–1936 Oscar Egg
- 1936 Tendil
- 1937 Presto

## Berufliches
Nach Beendigung seiner Laufbahn siedelte er mit seiner Familie nach Schweinfurt über und fand eine Anstellung bei den Fichtel & Sachs-Werken.